# ياكوفليف يو تي-3
ياكوفليف يو تي-3، والتي عرفت في البداية  بإير-17 ثم يا-17، هي طائرة بسطح واحد ومحركين وجناح سفلي من تصميم الكسندر سيرجيفيتش ياكوفليف بتكليف من سلاح الجو السوفيتي.

## المواصفات
البيانات من OKB Yakovlev, Yakovlev aircraft since 1924
الخصائص العامة
- طاقم: 2
- طول: 10.83 م (35 قدم 6 بوصة)
- باع الجناح: 15 م (49 قدم 3 بوصة)
- مساحة الجناح: 33.42 م2 (359.7 قدم2)
- الوزن فارغة: 2,042 كـغ (4,502 رطل)
- وزن الإقلاع الأقصى: 2,627 كـغ (5,792 رطل)
- سعة الوقود: 350 كـغ (770 رطل) fuel, 32 كـغ (71 رطل) oil
- محركات: 2 × Voronezh MV-6 6-cylinder inverted air-cooled in-line piston engines, 160 كـو (220 حصان)  الواحد
- مراوح: 2-ريشة AV-3

أداء
- السرعة القصوى: 260 كم/س (162 ميل/س؛ 140 عقدة)

- Landing speed: 95 كم/س (59 ميل/س؛ 51 عقدة)
- مدى: 1,050 كـم (652 ميل؛ 567 nmi)
- سقف الخدمة: 6,200 م (20,341 قدم)

- Take-off run: 245 م (804 قدم)

- Landing run: 115 م (377 قدم)

## مزيد من القراءة
- Gunston، Bill (1995). The Osprey Encyclopedia of Russian Aircraft 1875–1995. Osprey. ص. 457–458. ISBN:1-85532-405-9.